# アルフレッサ ファーマ
アルフレッサ ファーマ株式会社（英: Alfresa Pharma Corporation）は、大阪市中央区に本社を置く、アルフレッサ ホールディングス傘下の医薬品等製造会社である。

## 沿革
- 1920年3月：フィリピン・マニラに医薬品・医療機器等の現地輸入販売業として中島茂商店を設立。
- 1934年10月：国内医薬品等の仕入機関として大阪支店を開設
- 1939年12月：大阪支店を株式会社に改組し、株式会社中島茂商店を設立（現在でも当社の設立日となっている）
- 1946年1月：中島商事株式会社に商号変更し、医薬品類等の国内卸販売業を開始。
- 1952年7月：日本商事株式会社に商号変更。
- 1961年1月：茨木製薬工場を建設し、医薬品類の製造を開始。
- 1966年7月：東京工場を建設し、医療用具の製造を開始。
- 1981年1月：茨木製薬工場の全機能を新たに建設された岡山製薬工場へ移転
- 1991年6月：大阪証券取引所市場第二部に上場
- 1996年7月：東京工場の全機能を新たに建設された千葉工場へ移転
- 1996年9月：大阪証券取引所市場第一部銘柄に指定
- 1998年10月：昭和薬品株式会社と合併し、株式会社アズウェルに商号変更
- 2000年12月：東京証券取引所市場第一部に上場
- 2003年9月：福神株式会社と経営統合し、共同持株会社のアルフレッサ ホールディングス株式会社を設立
- 2004年10月：グループ内の事業再編に伴い、医薬品等の卸売に関する営業を会社分割により福神株式会社に継承し、医薬品等製造事業を行うアルフレッサ ファーマ株式会社に商号変更（併せて、福神株式会社も医薬品等卸売事業を行うアルフレッサ株式会社に商号変更する）[1]。
- 2015年4月：第一三共株式会社の子会社である第一三共プロファーマ株式会社から秋田工場を株式譲受によって継承し、当社子会社としてアルフレッサ ファインケミカル株式会社を設立[2]。
- 2019年3月：第一三共株式会社並びに子会社の第一三共エスファ株式会社から長期収載品35製品（第一三共：30製品、第一三共エスファ：5製品）を吸収分割により承継（同月以降、6製品(第一三共：5製品、第一三共エスファ：1製品)も個別に順次承継）[3][4]。
- 2021年4月：小野薬品工業株式会社からアルドース還元酵素阻害剤「キネダック錠」の製造販売承認を承継[5]。
- 2021年12月：第一三共株式会社から長期収載品6製品を吸収分割により承継（吸収分割分を除く5品目も個別に順次承継予定）[6]
- 2023年4月：グループ会社だったサンノーバ株式会社を吸収合併[7]。

## 主要製品
- 医療用医薬品 - 製品名後の[DS]は第一三共株式会社から製造販売承認の継承を受けた製品、[DSEP]は第一三共エスファ株式会社から製造販売承認の継承を受けた製品
  - ドロレプタン[DS] - ドロペリドール：麻酔用神経遮断剤
  - ソメリン[DS] - ハロキサゾラム：睡眠導入剤
  - セレナール[DS] - オキサゾラム：マイナートランキライザー
  - セパゾン[DS] - クロキサゾラム：マイナートランキライザー
  - メレックス[DS] - メキサゾラム：抗不安剤
  - マイスタン - クロバザム：抗てんかん剤（製造販売元：住友ファーマ）
  - ミダフレッサ - ミダゾラム：抗けいれん剤
  - ドパゾール[DS] - レボドパ：パーキンソニズム治療剤
  - セドリーナ - トリヘキシフェニジル：パーキンソン症候群治療剤
  - アナフラニール - クロミプラミン：うつ病・うつ状態治療剤
  - トフラニール - イミプラミン：うつ病・うつ状態治療剤 遺尿症治療剤
  - トロペロン[DS] - チミペロン：抗精神病剤
  - モディオダール - モダフィニル：精神神経用剤（提携：Cephalon）
  - ロカイン - プロカイン：局所麻酔剤（製造販売元：扶桑薬品工業）
  - ダイピン - スコポラミン：消化器系鎮痙・鎮痛薬
  - ギャバロン - バクロフェン：抗痙縮剤 ※髄注剤は第一三共が製造販売
  - アミサリン[DS] - プロカインアミド：不整脈治療剤
  - カルビスケン - ピンドロール：高血圧・狭心症・頻脈治療剤
  - カプトリル[DS] - カプトプリル：レニン・アンジオテンシン系降圧剤
  - テナキシル - インダパミド：持続型非ジアチド系降圧剤（提携：日本セルヴィエ）
  - ワイテンス - グアナベンズ：高血圧症治療剤
  - シンレスタール[DSEP] - プロブコール：高脂血症治療剤
  - ガンマロン[DS] - ガンマ-アミノ酪酸：脳代謝促進剤
  - アスプール - イソプレナリン：吸入用気管支拡張剤
  - ノイエル[DSEP] - セトラキサート：粘膜防御性 胃炎・胃潰瘍治療剤
  - アドソルビン[DS] - ケイ酸アルミニウム：消化管用吸着剤
  - エボザック[DS] - セビメリン：口腔乾燥症状改善薬
  - ノルアドリナリン - ノルアドレナリン：血圧上昇剤
  - ハイアミン[DSEP] - ベンゼトニウム塩化物：逆性石けん
  - ウエルパス - ベンザルコニウム塩化物：速乾性擦式手指消毒剤（製造販売元：丸石製薬）
  - クロロマイセチン[DS] - クロラムフェニコール：抗生物質製剤
  - クロマイ[DS] - クロラムフェニコール：抗生物質製剤
  - レダコート - トリアムシノロン：合成副腎皮質ホルモン剤
  - トパルジック - スプロフェン：非ステロイド系消炎・鎮痛外用剤
  - アフタッチ - トリアムシノロン：付着型アフタ性口内炎治療剤　※一般用は「アフタッチA【指定第2類医薬品】」の製品名で佐藤製薬が製造販売している
  - ホスフラン - リボフラビン：ビタミンB2剤（製造販売元：扶桑薬品工業）
  - パントシン[DS] - パントテン酸：ビタミンB1剤を除くビタミンB剤
  - インクレミン - ピロリン酸第二鉄：鉄欠乏性貧血治療剤
  - ネストップ - ミツロウ：非吸収性骨髄止血剤
  - リバオール[DS] - ジクロロ酢酸ジイソプロピルアミン：肝機能改善剤
  - キネダック - エパルレスタット：アルドース還元酵素阻害剤
  - アレルギン[DS] - クロルフェニラミン：抗ヒスタミン剤
  - ニポラジン - メキタジン：持続性抗ヒスタミン剤
  - イスコチン[DS] - イソニアジド：結核化学療法剤
  - ネオイスコチン[DS] - イソニアジド：結核化学療法剤
  - ピラマイド[DS] - ピラジナミド：結核化学療法剤
  - タリビット[DS] - オフロキサシン：ニューキノロン系抗菌製剤 ※点眼液と眼軟膏は第一三共との提携により参天製薬が製造販売する
  - ニコチネルTTS - ニコチン：禁煙補助薬（製造販売元：Haleonジャパン）

上記製品以外にジェネリック医薬品も扱っており、自社開発品は「AFP」となる。また、同業他社からの導入品も販売されている。
- 一般用医薬品・医薬部外品
  - 以前は自社製品も扱っていたが、2023年4月にサンノーバを吸収合併したことでエーザイが扱う一般用医薬品の一部（「サクロン」シリーズ、「ザーネ」シリーズや「トラベルミン」シリーズの一部など）の製造受託を受け持つこととなった[8]。また、Haleonジャパンが扱う「コンタック」の一部製品（せき止め液ダブルアタック・鼻炎Z）の製造受託も行われており、現在は2社からの製造受託がメインとなっている。
- 体外診断用医薬品
- 研究用試薬
  - Alfresa Auto Hcy Kit（血中総ホモシステイン測定キット）
  - AZWELL LPC Assay Kit（血中リゾホスファチジルコリン測定キット）
  - Alfresa Auto HTLase（血清中ホモシステインチオラクトナーゼ活性測定キット）
  - Alfresa H1N1 Kit（インフルエンザAウイルス検出用試薬）
- 医療機器
- 雑品（医療補助用綿棒）